# ETSI EN 302 567
ETSI EN 302 567 és una norma europea de telecomunicacions publicada per l'ETSI. És una normativa que aplica a les comunicacions de xarxa de ràdio de banda ampla a la banda ISM de 60 GHz. Exemples de protocols que incorporen la norma ETSI EN 302 567 són els IEEE 802.11ad. Exemples de productes que han de verificar la normativa ETSI EN 302 567 són routers, punts d'accés i tot tipus ordinadors que implementin els protocols anteriors. La darrera versió de la norma es pot esbrinar aquí.

## Característiques
- És una norma obligatòria a tots els equips que operen a la banda de 60 GHz que operen dins la comunitat europea.
- Aplica des de l'1 de gener de 2015 i cobreix els requisits de l'article 3.2 de la directiva europea R&TTE. 2014/53/EU. NOTA : RED: (Radio Equipment Directive) substitueix la directiva (R&TTED) (1999/5/EC). Efectiva a partir del 13 de juny del 2017.
- Normativa de lliure accés disponible al següent enllaç[3]

## Resum de paràmetres
Segons versió:
| Paràmetre                                     | Valor màxim                                                   | Condicions de la mesura              |
| --------------------------------------------- | ------------------------------------------------------------- | ------------------------------------ |
| Banda de freqüències de transmissió           | 57 GHz a 66 GHz                                               | -                                    |
| Banda de freqüències de recepció              | 57 GHz a 66 GHz                                               | -                                    |
| Densitat espectral de potència (EIRP)         | 13 dBm / MHz (interiors) -2 dBm / MHz (interiors i exteriors) | -                                    |
| Potència de sortida                           | 40 dBm (interiors) 25 dBm (interiors i exteriors)             | -                                    |
| Senyals espúries no permeses en el transmisor | 59 dBuV/m (30 MHz a 1 GHz) 65 dBuV/m (1 GHz a 132 GHz)        | Amplada de banda = 100 KHz " = 1 MHz |
| Senyals espúries no permeses en el receptor   | 38 dBuV/m (30 MHz a 1 GHz) 48 dBuV/m (1 GHz a 132 GHz)        | Amplada de banda = 100 KHz " = 1 MHz |